# NGC 7461
NGC 7461 est une galaxie lenticulaire barrée située dans la constellation de Pégase. Sa vitesse par rapport au fond diffus cosmologique est de 3 864 ± 46 km/s, ce qui correspond à une distance de Hubble de 57,0 ± 4,1 Mpc (∼186 millions d'al). NGC 7461 a été découverte par l'astronome allemand Albert Marth en 1863.
Selon la base de données Simbad, NGC 7461 est une galaxie candidate au titre de galaxie active.
À ce jour, seule une mesure non basée sur le décalage vers le rouge (redshift) donne une distance d'environ 50,900 Mpc (∼166 millions d'al), ce qui est à l'intérieur des valeurs de la distance de Hubble.
La distance de Hubble de la galaxie TMH2014 AF7448-239 voisine sur la sphère céleste de NGC 7461 est égale à 166,7 ± 11,7 Mpc (∼544 millions d'al). Il s'agit donc d'une lointaine galaxie qui forme un couple purement optique avec NGC 7461. 

## Supernova
La supernova SN 2007hj a été découverte dans NGC 7461 le 1er septembre 2007 par X. Parisky et W. Li dans le cadre du programme LOSS (Lick Observatory Supernova Search) de l'observatoire Lick. D'une magnitude apparente de 15,9 au moment de sa découverte, elle était de type Ia.